# Macropis frivaldszkyi
Macropis frivaldszkyi is een vliesvleugelig insect uit de familie Melittidae. De wetenschappelijke naam van de soort is voor het eerst geldig gepubliceerd in 1878 door Mocsáry.